# برونو شولز
برونو شولز (بالبولندية Bruno Schulz) ولد في 12 يوليو 1892 وتوفي في 19 نوفمبر 1942، الكاتب البولندي والفنان التشكيلي والناقد الأدبي ومعلم الفنون
ولد لأبوين يهوديين، واعتبر واحدا من أبرز كتاب النثر البولندي في القرن العشرين.

## حياته
ولد في مدينة دروخوبيك في مقاطعة غاليشيا التي كانت حينئذ جزءا من الامبراطورية المجرية البولندية وقضى الجانب الأعظم من عمره فيها وقتلته اضابط نازي. كان برونو ابنا لتاجر أقمشة يهودي اسمه جاكوب شولز كوخميركر و زوجته هنرييتا من سن مبكر أبدى تفوقا وشغفا بالفنون التحق بمدرسة دروخبيك من 1902-1910 بعد هذا درس العمارة في مدرسة ليفيف المتعددة الصنائع
انقطع عن الدراسة سنتين لمرضه وفي سنة 1917 استكمل دراسة المعمار في فيينا لوقت ليس بطويل.

## كتاباته
حجم الأعمال الكتابية التي تركها شولتز ليس كبيرا ، - شارع التماسيح - سانيتوريوم بعلامة ساعة الرمل و مؤلفات بسيطة لم يضف بها الكثير للطبعة الأولى من مجموعته القصصية
نشرت هذه المجموعة بالبولندية عام 1975 بعنوان كتاب الرسائل ، بالإضافة لعدد من الدراسات النقدية قام بها شولز لبعض الصحف
و الكثير من أعماله للأسف فقدت
بخاصة القصص القصيرة التي تعود للأربعينيات
لأنه كان يرسل بها كحلقات للمجلات و أخيرا روايته التي لم يكملها - المسيح
معظم هذه الأعمال مدرجة ضمن مطبوعات البنجوين ( كتاب من أوروبا الأخرى ) من حقبة السبعينات
فيليب روث Philip Roth كان المحرر الأكبر لهذه السلسلة كما ضمت السلسلة كتابا آخرين مثل
Danilo Kiš, دانيلو كيز
، طاضيوس بروفسكي Tadeusz Borowski
، جيري فيل Jiří Weil
، ميلان كوندره Milan Kundera
ضمن آخرين

## وصلات خارجية
- برونو شولز على موقع IMDb (الإنجليزية)
- برونو شولز على موقع الموسوعة البريطانية (الإنجليزية)
- برونو شولز على موقع مونزينجر (الألمانية)